# Арт Бухвальд
Арт (Артур) Бухвальд (англ. Arthur Buchwald; 20 жовтня 1925, Нью-Йорк, США — 17 січня 2007, Вашингтон) — американський журналіст і письменник-сатирик, колумніст «The Washington Post», лауреат Пулітцерівської премії.

## Сім'я. Дитинство і юність
Народився в єврейській родині вихідців з Польщі та Австро-Угорщини, які приїхали в США в 1914 році. Мати Бухвальда, Гелен Клайнбергер, незабаром після його народження була поміщена в психіатричну лікарню. Бухвальд так жодного разу і не побачив її, хоча вона прожила ще 35 років. Батько майбутнього письменника, Джозеф (Йозеф) Бухвальд, був мануфактурником фіранок. Після початку Великої депресії, коли бізнес батька занепав, маленького Артура віддали в єврейський дитячий притулок в Нью-Йорку (в сім'ї, крім нього, було ще три дитини — дочки Еліс, Едіт і Доріс). Бухвальд змінив кілька притулків, поки в 5-річному віці не возз'єднався з сім'єю, яка жила тоді в нью-йоркському районі Квінс.
Не закінчивши школу, в 17 років Бухвальд втік з дому і, завищивши свій вік, записався в корпус морських піхотинців. Служив з жовтня 1942 по жовтень 1945 року, два роки його служби пройшли в районі Тихоокеанського театру військових дій. Звільнився з армії в званні сержанта.
Незабаром Бухвальд вступив до Університету Південної Каліфорнії в Лос-Анджелесі. Там він вперше пробує себе в журналістиці — редагує журнал студмістечка «Wampus», а також пише для університетської газети «Daily Virus». У 1948 році покинув навчання і поїхав у Париж, де працював кореспондентом журналу «Variety», а в січні 1949 року опублікував першу колонку в європейській версії газети «New York Herald Tribune».

## Журналістська кар'єра. Повернення в США
У листопаді 1952 року в «New York Herald Tribune» була опублікована стаття Бухвальда, в якій він розповідав французам про День подяки («How to Explain Thanksgiving to the French»). Колонка мала такий успіх, що згодом передруковувалася в газеті щорічно. Своїм кращим матеріалом вважав статтю і сам Бухвальд.
В кінці 50-х років, єдиний із усіх журналістів, Бухвальд взяв інтерв'ю у майбутнього сержанта Елвіса Преслі, який проводив у Парижі вихідні під час служби в армії (військова частина Преслі була розквартирована в Німеччині). Спогади про це згодом увійшли до книги «I'll Always Have Paris».
В кінці 1957 року про Бухвальда заговорили після того, як він надрукував колонку, де в жартівливій формі зобразив прес-конференцію Джима Хогерти, який обіймав посаду прес-секретаря президента Дуайта Ейзенхауера.
На батьківщину Арт Бухвальд повернувся в 1963 році з дружиною і трьома усиновленими з різних притулків (в Ірландії, Португалії та Франції) дітьми. У США він почав працювати в газеті «The Washington Post». Основні проблеми, що хвилювали його — політика та суспільство, але, за свідченнями знали його людей, афоризм він міг придумати на будь-яку тему.
За своє життя Бухвальд написав понад 8000 колонок, причому в 60-ті—80-ті роки їх передруковувало близько 550 видань по всьому світу, включаючи засноване Горьким радянське видання «За кордоном», а також газету «Правда».
Влітку 1988 року Бухвальд у складі делегації американських сатириків відвідав Радянський Союз. Він побував у Москві й Ленінграді, спілкувався з радянськими сатириками Михайлом Жванецьким, Григорієм Горіним, Аркадієм Арканова, Олексієм П'янова та ін. Останній згодом опублікував статтю Бухвальда «Ви стали іншими» (заголовок, придуманий особисто Бухвальдом) про візит сатирика в СРСР. (На початку  2007 року П'янов підготував для «Літературної газети» нарис спогадів про ті дні; вже коли матеріал був готовий до друку, стало відомо про смерть Бухвальда).
У 1993 і 1995 роках Бухвальд представив публіці дві книги спогадів — «Leaving home» і «i'll always have Paris». Після цього про нього заговорили не тільки як про колумніста, але і як про письменника.
3 липня 1994 року після важкої хвороби померла дружина Бухвальда Енн Макгеррі Бухвальд, з якою вони розлучилися після 40 років шлюбу в 1992 році. Сам він у 2000 році переніс інсульт і більше двох місяців пролежав у лікарні, але потім зміг повернутися до роботи.
Всього Бухвальд випустив близько сорока книг і творів — крім публіцистики, з-під його пера вийшли, зокрема, сценарій до фільму «Час розваг» — «Playtime» Жака Таті (англійські діалоги, 1967), а також сатирична п'єса «Sheep on the runway», поставлена на Бродвеї в 1970 році й тоді ж перекладена в СРСР.

## Хвороба і несподіване зцілення. Смерть
У лютому 2006 року Бухвальд попрощався з читачами, заявивши, що у нього захворювання нирок і, за оцінкою лікарів, жити йому залишилося пару тижнів. Однак через кілька місяців він несподівано одужав і повернувся з госпісу додому. У своїй новій колонці в травні він розповів, що «з якоїсь причини, яку не можуть пояснити навіть медики», його нирки знову запрацювали. 7 листопада 2006 року Бухвальд представив публіці останню прижиттєву книгу — «Рано прощатися» (англ. Too soon to say good-bye), де у властивому йому іронічному стилі описував натовпи друзів, які приходили до нього попрощатися, і резюмував: «ніколи не думав, що вмирати так весело».
Бухвальд помер 17 січня 2007 року в будинку свого сина у Вашингтоні. Після смерті сатирика газета «Вашингтон пост», для якої він писав колонки протягом більш ніж сорока років, опублікувала його прощальну статтю «Good-bye, my friends». Також в інтернеті з'явився відеоролик, в якому Бухвальд сам оголошував про свою смерть.
Багаторічний декан факультету журналістики МДУ Ясен Засурський у зв'язку з кончиною Бухвальда заявив: «Це була чудова людина і прекрасний публіцист, він гостро і цікаво писав про американські проблеми».

## Бухвальд vs «Paramount»
У 1990 році Бухвальд подав у суд на «Paramount Pictures» у зв'язку з тим, що в основу знятої в 1988 році на кіностудії картини «Поїздка в Америку» з Едді Мерфі у головній ролі лягла придумана раніше Бухвальдом історія. Процес був журналістом виграний: студія була змушена виплатити йому 900 тисяч доларів. З тих пір кіностудії взяли за правило включати в свої контракти застереження, що оригінальні ідеї сторонніх авторів оплаті не підлягають. Це посилання увійшло в історію авторського права Америки як «закон Бухвальда».
Деталі цієї справи, що отримав назву «Buchwald vs Paramount», були описані в вийшла в 1992 році книзі «Fatal Subtraction: The Inside Story of Buchwald v. Paramount» (автори — представляв інтереси Бухвальда в суді Пірс О'Доннелл і репортер «Los Angeles Times» Денніс Макдугал).